# Gernot Minke
Gernot Minke (Rostock, abril de 1937) es un arquitecto e ingeniero alemán, considerado el padre de la Bioconstrucción moderna.

## Trayectoria
Gernot Minke es el primer referente mundial en lo que se refiere a la construcción sustentable o natural.
Arquitecto con doctorado sobre eficiencias de las estructuras, investigador y emprendedor, Minke cursó estudios de arquitecutura en la Universidad de Hanóver y en la Universidad Técnica de Berlín. Su primer trabajo fue como cooperador científico en el Instituto de Investigación de Construcciones Livianas junto al arquitecto e ingeniero Frei Otto en la Universidad de Stuttgart, entre los años 1964 y 1968. Consigue su doctorado en ingeniería por la Universidad de Stuttgart en el año 1970. Fue docente en el Instituto para Planificación Ambiental de Ulm entre 1969 y 1972. A partir de 1972 hasta 2011 ejerce como docente en la Universidad de Kassel y director del Forschungslabor für Experimentelles Bauen (Instituto de Investigación de Construcciones Experimentales de la Universidad de Kassel) el cual se dedica a la investigación de tecnologías alternativas, construcciones ecológicas, viviendas de bajo costo, construcción con materiales naturales, construcción con tierra y autoconstrucción. Allí concentró su trabajo en la construcción ecológica y en el diseño de bajo costo, y desarrolló técnicas que puso en práctica y divulgó en más de cien talleres y capacitaciones en Europa, la India y en casi toda América.
Ha llevado a cabo más de 50 proyectos de investigación y desarrollo en el campo de construcciones ecológicas, viviendas de bajo costo, construcciones en tierra, fardos de paja, bambú y techos verdes. Ha sido invitado como ponente a más de 60 conferencias internacionales y orientado numerosas charlas, cursos y talleres en diversos países del mundo.
Y es además, la prueba viva de una vida sincronizada con el buen vivir: crecimiento espiritual, alimentación sana, vivienda con los más altos estándares de calidad de habitabilidad y trabajo a gusto.

## Obras Seleccionadas
- Dos viviendas antisísmicas de bajo costo en barro y en piedra pómez, Guatemala 1978
- Barrio ecológico, concepto y cuatro viviendas, Kassel, Alemania 1983 -1993
- Quince viviendas unifamiliares con muros de barro y techos verdes, Alemania 1984-2001
- Vivienda antisísmica de bajo costo con barro y piedra pómez, Ecuador 1989
- Vivienda de bajo costo en bambú, Ecuador 1989
- Vivienda energéticamente autosuficiente de barro, Mount Abu, India 1992-93
- Finca con climatización pasiva, Warzipur, India 1993-95
- Jardín de niños con cúpulas de adobe, Sorsum, Alemania 1995
- Sala de terapia con cúpulas de adobe, Bad Zwesten, Alemania 1995
- Centro Cultural (cúpula de adobe), Bolivia 1999
- Vivienda antisísmica de barro apisonado, Chile 2001
- Vivienda experimental construida con fardos de paja, Alemania 2001
- Vivienda autosuficiente con paneles solares y energía fotovoltaica, Rosdorf, Alemania 2001
- Asentamiento ecológico, Rheinsberg, Alemania 2001
- Jardín de niños, Oranienburg, Alemania 2002
- Oficina de dos plantas construida con entramados de madera prefabricados rellenos con barro, Hannover, Alemania 2002
- Bóvedas y cúpula de adobe, Brasil 2003 - 2004
- Viviendas a bajo costo, Brasil 2004 - 2005
- Vivienda antisísmica de adobe, Argentina 2006
- Bóvedas de fardos, Portugal 2007
- Centro comunal, Rocha, Uruguay 2007
- Mercado Campesino, Colombia 2007 - 2008
- Vivienda con fardos auto-portantes, Reisbach, Alemania 2010
- Cúpula y bóvedas de fardos auto-portantes, Eslovaquia 2011
- Cúpula de adobe Paleochera, Kreta, Grecia 2011
- Viviendas de bóvedas de fardos de paja autoportantes, Alemania 2012[2]
- Cinco habitaciones con bóvedas de fardos auto-portantes, Buchberg-Wangelin, Alemania 2014
- Edificio para seminarios, Buchberg-Wangelin, Alemania 2014
- Tres casas prototipos, Villa Ecológica "Valle Tucán", Emboscada, Paraguay 2015
- Cúpula de adobe, Ráquira Colombia 2015
- Cúpula de adobe, Villa General Belgrano, Argentina 2015

### Obras en español
* "Techos verdes: Planificación, Ejecución, Consejos prácticos"
- Ediciones EcoHabitar (España) n.º de páginas: 91 / 2010 / Tamaño: 17x24 / Peso: 250 g / ISBN 9788460944317
- Fin de Siglo (Montevideo, Uruguay): n.º de páginas: 88 / 2004 / Tamaño: 17x24 / Peso: 260 g / ISBN 9974493234
- BRC Ediciones (Bariloche, Argentina): n.º de páginas: 80 / 2014 / Tamaño: 17x24 / Peso: 300 g / ISBN 978-987-24705-5-5
- Merlín (Cali, Colombia) (4a edición): n.º de páginas: 80 / 2016 / Tamaño: 16,5x24 / Peso: 260 g / ISBN 9974-49-323-4
* "Manual de construcción con fardos de paja"
- Fin de Siglo (Montevideo, Uruguay): n.º de páginas: 128 / 2006 / Tamaño: 20x26 / Peso: 420 g / ISBN 9974493617
- Editorial Cable a Tierra (Santiago, Chile): n.º de páginas: 152 / 2016 / Tamaño: 20x24 / Peso: 500 g /
* "Manual de construcción en tierra"
- Ediciones EcoHabitar (España) n.º de páginas: 224 / 2010 / Tamaño: 19,5x26 / Peso: 650 g / ISBN 9788461424054
- Fin de Siglo (Montevideo, Uruguay): n.º de páginas: 224 / 2008 / Tamaño: 20x26 cm / Peso: 730 g ISBN 9974493471
- BRC Ediciones (Bariloche, Argentina): n.º de páginas: 224 / 2014 / Tamaño: 21x28 / Peso: 705 g / ISBN 978-987-24705-2-4
* "Muros de barro"
BRC Ediciones (Bariloche, Argentina): n.º de páginas: 49 / 2014 / Tamaño: 17x24 / Peso: 150 g / ISBN 978-987-24705-6-2
* "Muros y fachadas verdes, jardines verticales. Sistemas y plantas. Funciones y aplicaciones"
- Merlín (Cali, Colombia): n.º de páginas: 88 / 2012 / Tamaño: 17x24 / Peso: 276 g/
- BRC Ediciones (Bariloche, Argentina): n.º de páginas: 88 / 2014 / Tamaño: 17x24 / Peso: 276 g / ISBN 978-987-24705-4-8
* "Revoques de Barro"
- Merlín (Cali, Colombia): n.º de páginas: 32 / 2013 / Tamaño: 17x24 / Peso: 107 g /
- BRC Ediciones (Bariloche, Argentina): n.º de páginas: 32 / 2014 / Tamaño: 17x24 / Peso: 107 g / ISBN 978-987-24705-3-1
* "Manual de construcción con bambú"
- Merlín (Cali, Colombia) (1a edición): n.º de páginas: 156 / 2010 / Tamaño: 21,5x28  / ISBN 978-958-44-75-11-4

### Obras sobre Minke

#### * "De las tensoestructuras a la bioarquitectura. La obra del arquitecto Gernot Minke"
Autor: Friedemann Mahlke 
- Editorial EcoHabitar (España): n.º de páginas: 198 / 2015 / Tamaño: 29,7x19,7 / Peso: 600 g /  ISBN 9788494381942
- Fin de Siglo (Montevideo, Uruguay): n.º de páginas: 184 / 2007 / Tamaño: 19x26 / Peso: 610 g /  ISBN 9789974493964